# 타말라녹나무
타말라녹나무(tamala---, 학명: Cinnamomum tamala 킨나모뭄 타말라[*])는 녹나무과의 나무이다. 인도월계수(印度月桂樹)로도 알려져 있다.

## 분포
남아시아와 히말라야산맥을 중심으로 인근의 동남아시아, 남중국 등지에 분포한다.

## 이용
월계수 잎과 비슷한 잎이 테지파타(힌디어: तेजपत्ता)로 불리며, 요리에 쓰인다.

## 사진

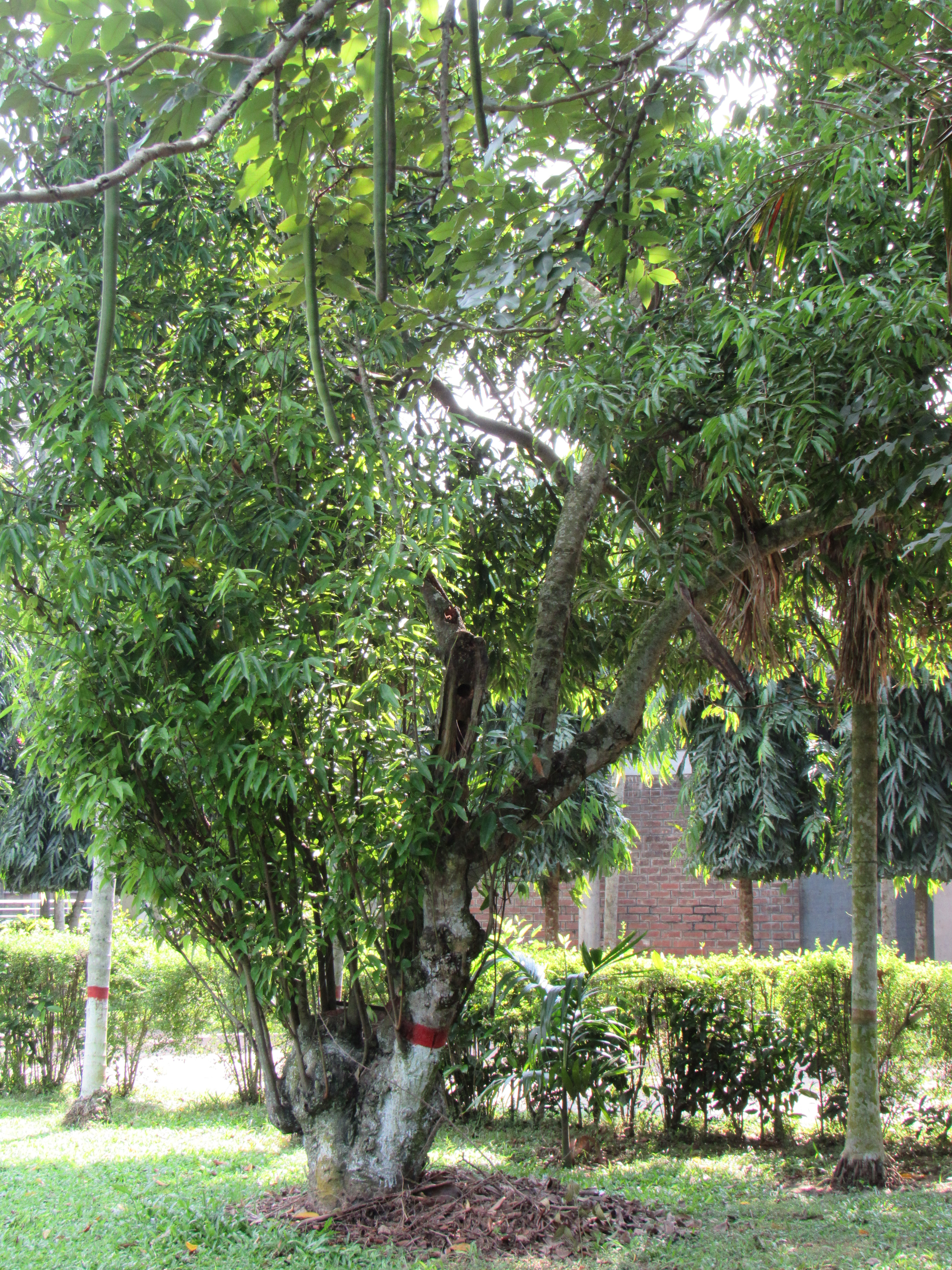
나무
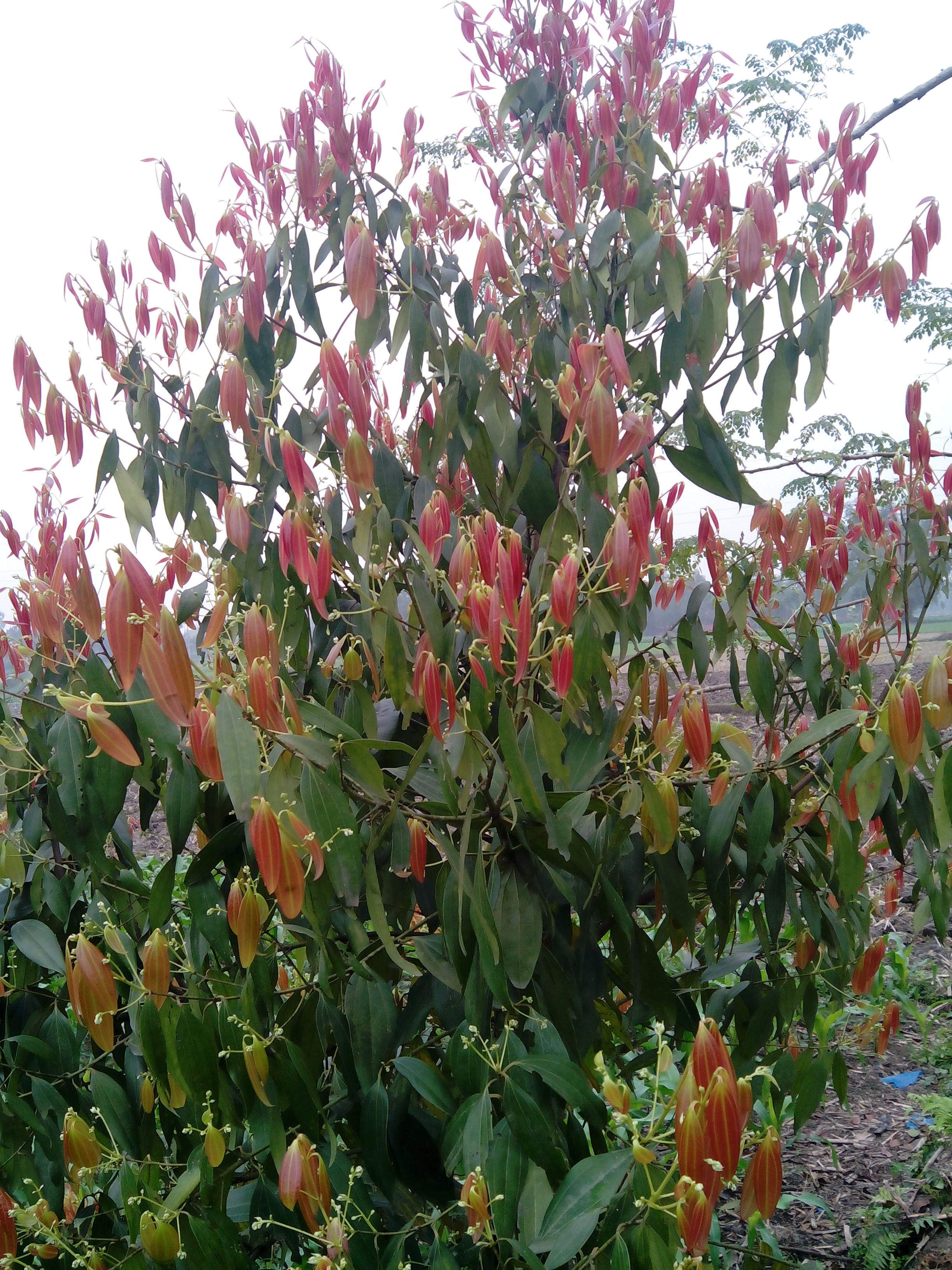
나무
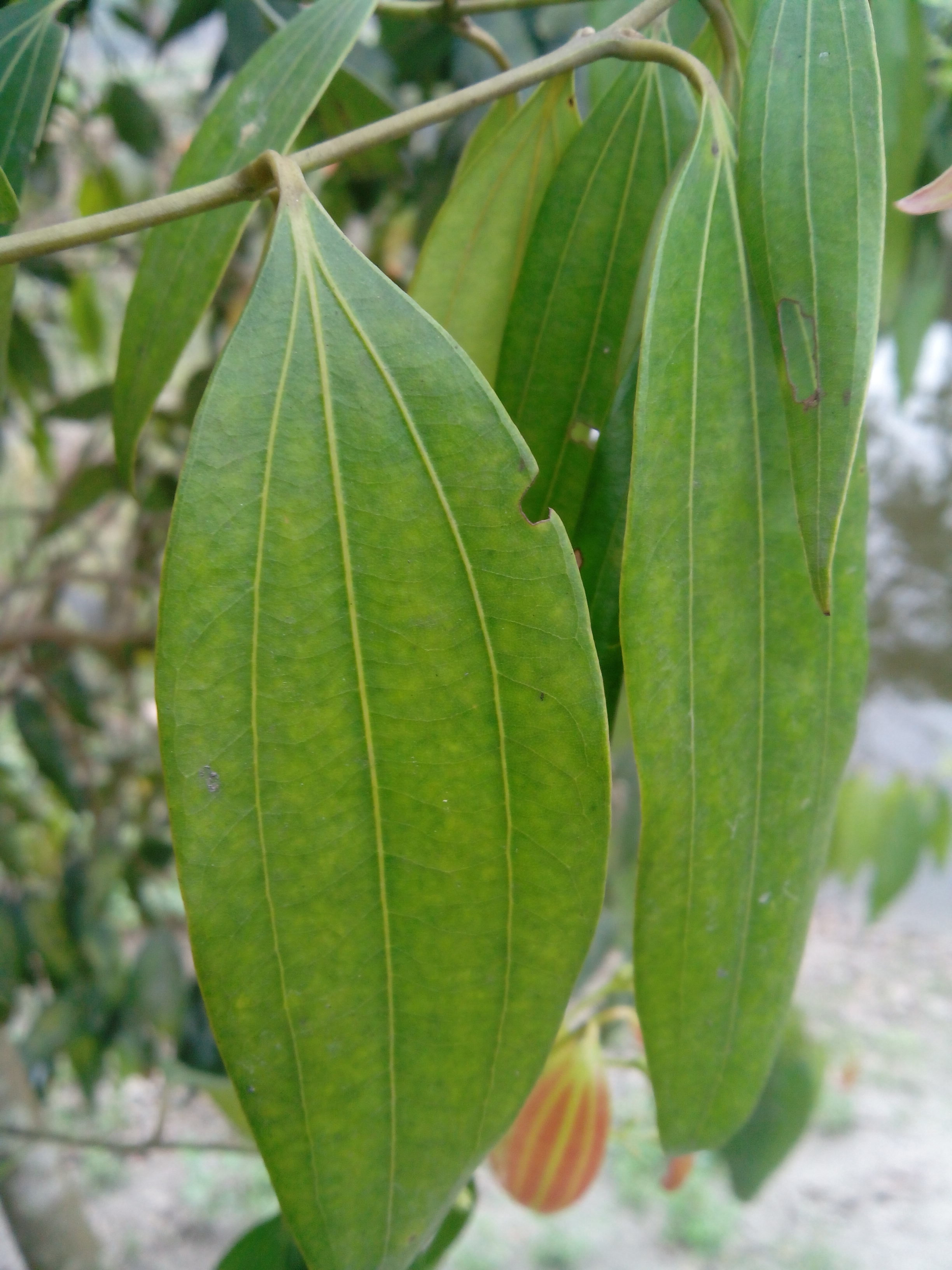
잎
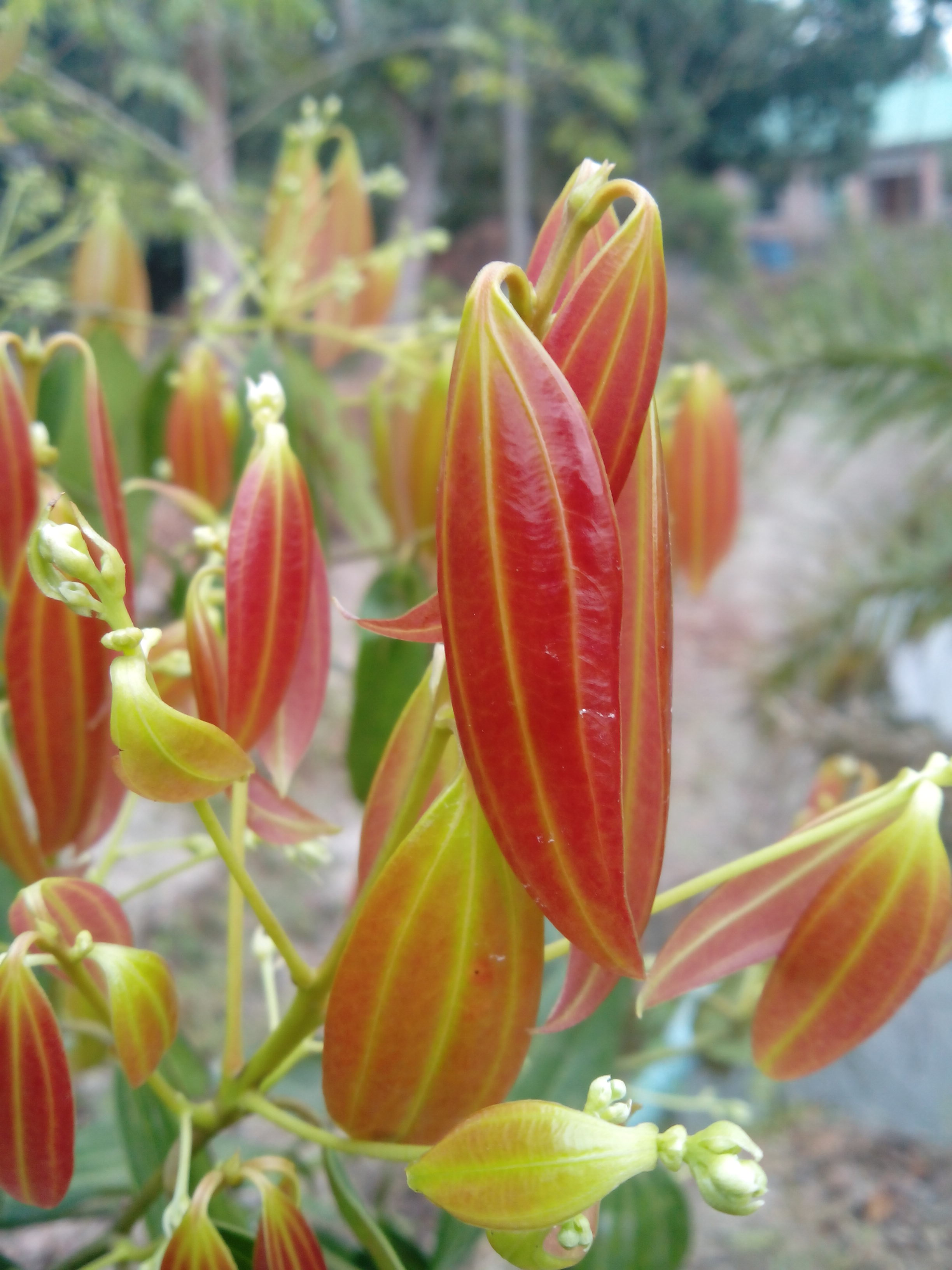
잎
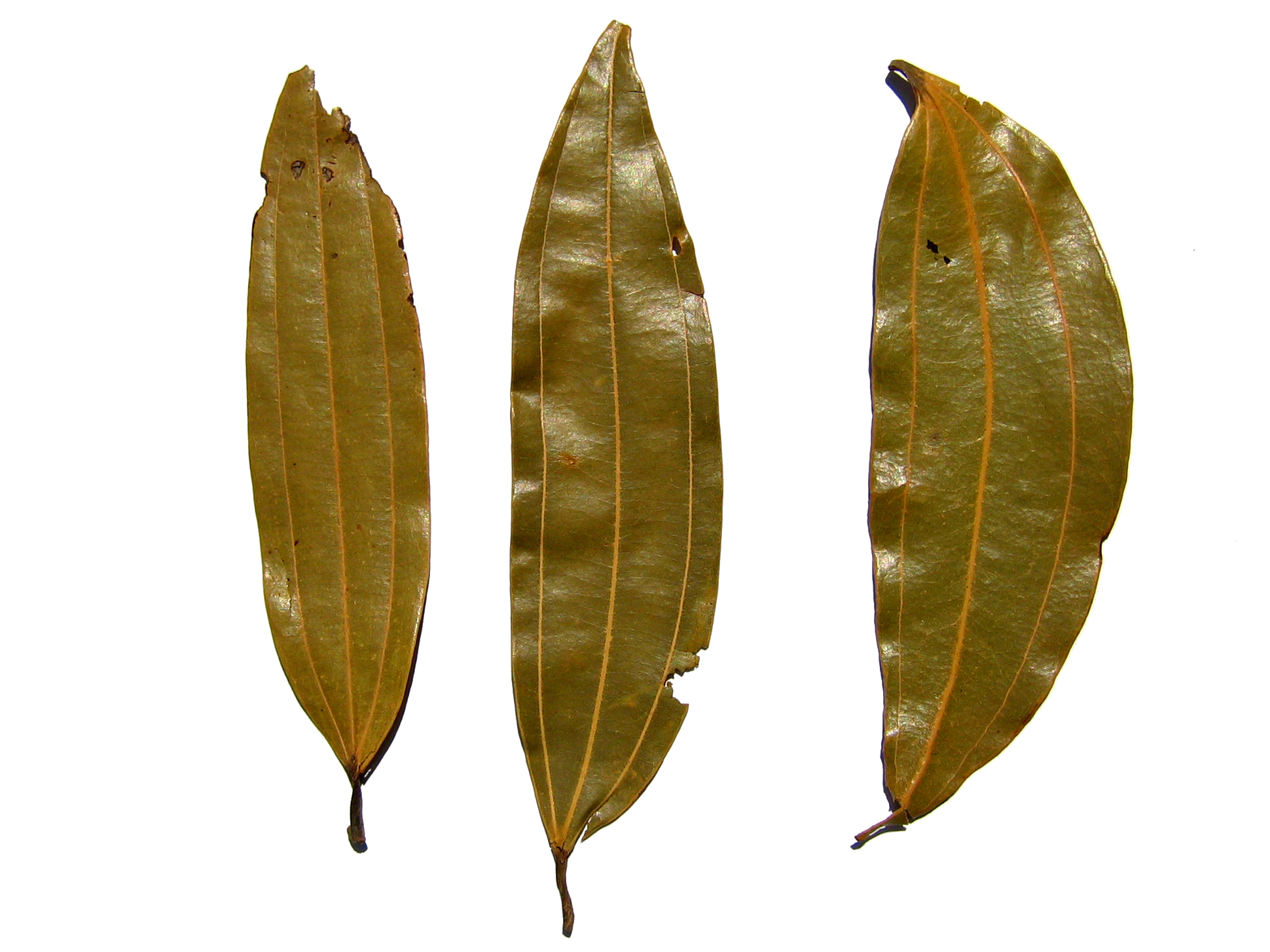
테지파타 (잎)